# مارينا سيرتس
مارينا سيرتس (بالإنجليزية: Marina Sirtis) ، من مواليد 29 مارس عام 1955م، وهي ممثلة أمريكية بريطانية، شاركت في عدة أفلام ومنها سلسلة أفلام ستار تريك وفيلم كراش عام 2004. ولدت في لندن، وكانت عائلتها من الطبقة العاملة اليونانية نشأت في هارينگاي شمال لندن. وتخرجت من مدرسة غيلدال وبدأت حياتها من خلال الانضمام إلى مسرح كونوت عام 1977. ثم انتقلت الي الولايات المتحدة، واستقرت في لوس انجلوس.

## أعمالها

### بعض أفلامها
| سنة  | أعمال                | الدور/الوظيفة |
| ---- | -------------------- | ------------- |
| 2018 | الراكب الخامس        | ألانا         |
| 2015 | انعكاس الظلام        | ماجي جاسبار   |
| 2014 | من يجد شيئا يحتفظ به |               |
| 2009 | إبادة الأرض          | باكستون       |
| 2002 | ستار تريك: العدو     | ديانا تروي    |
| 1998 | ستار تريك: التمرد    | تروي          |
| 1996 | ستار تريك: أول اتصال | تروي          |
| 1994 | ستار تريك: أجيال     | تروي          |

## وصلات خارجية
- الموقع الرسمي
- مارينا سيرتس على موقع IMDb (الإنجليزية)
- مارينا سيرتس على موقع روتن توميتوز (الإنجليزية)
- مارينا سيرتس على موقع ألو سيني (الفرنسية)
- مارينا سيرتس على موقع ميوزك برينز (الإنجليزية)
- مارينا سيرتس على موقع تيرنر كلاسيك موفيز (الإنجليزية)
- مارينا سيرتس على موقع أول موفي (الإنجليزية)
- مارينا سيرتس على موقع قاعدة بيانات الأفلام السويدية (السويدية)
- مارينا سيرتس على موقع إن إن دي بي (الإنجليزية)
- مارينا سيرتس على موقع قاعدة بيانات الفيلم (الإنجليزية)
- مارينا سيرتس على موقع كينوبويسك (الروسية)
- Marina Sirtis:UK نسخة محفوظة 7 أكتوبر 2011 على موقع واي باك مشين.
- Marina Sirtis في دليل التلفاز